# Lepidoblepharis sanctaemartae
El Lagartijo o Geco de Santa Marta (Lepidoblepharis sanctaemartae), es un reptil similar a un geco perteneciente a la familia Sphaerodactylidae, presente principalmente en la Sierra Nevada de Santa Marta, Montes de Oca (Guajira), y en algunos lugares de Panamá y Venezuela (Sierra del Perijá. Vive en alturas inferiores a los 1400 m s. n. m. Es fácil de conocer reconocer por su pequeño tamaño, su color café oscuro y la presencia de una guirnalda blanquecina sobre su nuca, especialmente desarrollada en los machos adultos. Diferencia de sus congéneres, el L.santacmartae cuenta con escamas del dorso y vientre grandes. Es el lagarto más pequeño de la región y unos de los más diminutos del mundo, los adultos no sobrepasan los 26 mm de longitud corporal.